# Kagisho Kumbane
Kagisho Kumbane (né le 21 novembre 1988) est un athlète sud-africain, spécialiste du sprint.

## Meilleures performances
- 100 m : 10 s 42 à Pretoria le 13 avril 2007
- 200 m : 20 s 64 à Pretoria le 28 mars 2008